# Marian Stępień (polityk)
Marian Stanisław Stępień (ur. 15 listopada 1957 w Katowicach) – polski polityk, działacz związkowy, poseł na Sejm IV kadencji.

## Życiorys
Ukończył Technikum Wieczorowe dla Pracujących w Tychach. Do 1986 pracował w Fabryce Samochodów Małolitrażowych. Od końca lat 80. był etatowym pracownikiem związkowym. W 1991 stanął na czele Związku Zawodowego „Metalowcy” w Tychach. W latach 2000–2001 był przewodniczącym tyskiej rady miejskiej.
Sprawował mandat posła IV kadencji z ramienia Sojuszu Lewicy Demokratycznej, wybranego w okręgu katowickim. W 2005 nie został ponownie wybrany, rok później bezskutecznie kandydował w wyborach do rady miasta Tychy z ramienia lokalnego komitetu.
Otrzymał Srebrny (2001) oraz Złoty (2005) Krzyż Zasługi.